# Belchior Alto
Belchior Alto é um bairro da cidade de Gaspar, Santa Catarina.

## História
O bairro Belchior Alto teve como primeiro colonizador Antônio Bernardo Haendchen. Esta terra foi adquirida de Nicolau Marburg e Catarina Malburg, no ano de 1885, da Freguesia de São Pedro, município de Blumenau, sendo 500 braças de terras de frente, com duas mil e quinhentas e um terço de braças de fundo, fazendo frente em terras de José André Soares e fundos com terras devolutas, extremando pela parte leste com terras de Adão Schmitt e oeste com terras devolutas. Mais tarde, estas terras foram divididas com seu irmão João Bernardo Haendchen e seu dois cunhados Estevão Menschein e Júlio Koser.
Com o passar dos anos, aproximadamente em 1890, houve imigração de Biguaçu e São Pedro de Alcântara. Naquela época já começavam a se destacar as famílias Jansen, Stein, Oechsler, Schmitt, Zoz, Klock, Zimmermann, Gesser, Ulrich, Krause, Kramer, Bugmann, Theiss, Schmit e Tilmann. Como Blumenau era uma colônia bastante desenvolvida, o intercâmbio comercial se acentuou bastante, fazendo-se a ligação terrestre até aquela colônia para venda do excedente de produção e compra de outros artigos necessitados da região. Surgiu dali a forte ligação comercial e cultural com a cidade de Blumenau, que persiste até os dias atuais. A ligação do Belchior Alto com Blumenau se deu pela balsa na altura da atual igreja do bairro Belchior Baixo.
Belchior também teve grande apoio espiritual e cultural dos frades franciscanos do convento Santo Antônio de Blumenau. O primeiro templo foi iniciado em 1897. O terreno foi doado por Antônio Bernardo Haendchen, numa área de 19.360 m². Destruído por um incêndio, construiu-se o segundo templo, desta vez de alvenaria. O lançamento da pedra fundamental se deu em 1923. Com a influência dos frades franciscanos de Blumenau, foi contratado para lecionar o irmão franciscano Geraldo Venhorst, surgindo então, em 1900, a escola paroquial, mantida pelos próprios colonos. Geraldo deixou de lecionar em 1929. Sucedeu-se seu filho, Antônio Francisco Venhorst, de 1930 até 1934.
Pela resolução nº 7, de 19 de março de 1934, criou-se a escola municipal, sendo nomeado professor Arlindo Zimmermann, pela resolução nº 8, do mesmo dia. O primeiro comércio de que se têm notícias pertenceu a Franz Bugmann, que comercializava bebidas, pães e outros. A primeira indústria foi a de fecularia, instalada por Adriano Kormann e mais tarde adquirida pela Sociedade Schmitt e irmãos para beneficiamento do arroz. Esta sociedade instalou armazém de secos e molhados e iniciou fabricação de cachaça. Em 1942, Rudolfo Augusto Schmitz instalou junto ao beneficiamento de arroz um gerador de corrente contínua, aproveitando a água do Salto Belchior. Mais tarde, Carlos Mannrich instalou um gerador e passou a fornecer energia elétrica à comunidade. Fundou-se em 1960 a Sociedade Cultural de Caça e Tiro Harmonia, com o objetivo de preservar as tradições da comunidade.